# Belarussische Poolbillard-Meisterschaft 2013
Die belarussische Poolbillard-Meisterschaft 2013 war die dritte Austragung der nationalen Meisterschaft in der Billardvariante Poolbillard. Sie fand vom 4. bis 8. November 2013 in der belarussischen Hauptstadt Minsk statt. Gespielt wurden die Disziplinen 8-Ball, 9-Ball, 10-Ball und 14/1 endlos in den Kategorien Herren und Damen.
Erfolgreichster Spieler des Turniers war Dsmitryj Tschuprou, der in drei Disziplinen belarussischer Meister wurde. Bei den Damen waren Marharyta Fjafilawa mit zwei Goldmedaillen sowie Anastassija Tumilowitsch mit jeweils einer Gold-, Silber- und Bronzemedaille am erfolgreichsten.

## Medaillengewinner
| Disziplin            | Gold                     | Silber                   | Bronze                   |
| -------------------- | ------------------------ | ------------------------ | ------------------------ |
| Herren – 14/1 endlos | Wadsim Papisch           | Aljaksandr Schdanowitsch | Uladsislau Les           |
| Herren – 14/1 endlos | Wadsim Papisch           | Aljaksandr Schdanowitsch | Aljaksandr Hapejeu       |
| Herren – 8-Ball      | Dsmitryj Tschuprou       | Wadsim Papisch           | Uladsislau Zyrykau       |
| Herren – 8-Ball      | Dsmitryj Tschuprou       | Wadsim Papisch           | Aljaksandr Schdanowitsch |
| Herren – 9-Ball      | Dsmitryj Tschuprou       | Aljaksandr Schdanowitsch | Aljaksandr Hapejeu       |
| Herren – 9-Ball      | Dsmitryj Tschuprou       | Aljaksandr Schdanowitsch | Wadsim Papisch           |
| Herren – 10-Ball     | Dsmitryj Tschuprou       | Aljaksandr Hapejeu       | Roman Orlouskyj          |
| Herren – 10-Ball     | Dsmitryj Tschuprou       | Aljaksandr Hapejeu       | Anton Oksenjuk           |
| Damen – 8-Ball       | Marharyta Fjafilawa      | Anastassija Tumilowitsch | Natallja Koslouskaja     |
| Damen – 8-Ball       | Marharyta Fjafilawa      | Anastassija Tumilowitsch | Juliana Hrischanawitsch  |
| Damen – 9-Ball       | Marharyta Fjafilawa      | Anastassija Jeudossajewa | Natallja Koslouskaja     |
| Damen – 9-Ball       | Marharyta Fjafilawa      | Anastassija Jeudossajewa | Anastassija Tumilowitsch |
| Damen – 10-Ball      | Anastassija Tumilowitsch | Miljana Murha            | Wolha Nikalajewa         |
| Damen – 10-Ball      | Anastassija Tumilowitsch | Miljana Murha            | Julija Loban             |